# Ludwiszcze
Ludwiszcze (ukr. Людвище) – wieś na Ukrainie w rejonie krzemienieckim należącym do obwodu tarnopolskiego.